# Jakov Borisovič Ėstrin
Jakov Borisovič Ėstrin (in russo Яков Борисович Эстрин?; Mosca, 21 aprile 1923 – Mosca, 2 febbraio 1987) è stato uno scacchista sovietico, Maestro Internazionale e settimo Campione del mondo per corrispondenza.
Iniziò la carriera come giocatore a tavolino. Nel 1946 si classificò 2º-4º nel campionato della RSFSR. Partecipò a diversi campionati di Mosca, ottenendo il terzo posto nel 1949 (vinse Jurij Averbach). Dai primi anni '60 si dedicò soprattutto al gioco per corrispondenza.
Dopo essersi classificato al terzo posto nel 6º Campionato del mondo per corrispondenza 1968-1971, vinse il 7º campionato del 1972-1976.
Ha vinto con la squadra sovietica l'ottavo campionato del mondo a squadre per corrispondenza (chiamato anche "Olimpiade per corrispondenza") 1977-1982.
Nel 1966 ottenne il titolo di Grande Maestro per corrispondenza e nel 1975 quello di Maestro Internazionale a tavolino.
Tra le vittorie di torneo quelle di Burgas (1965), Primorsk (1970), Albena (1973), Augustów (1974) e Lipsia (1976).
Estrin è considerato uno dei maggiori esperti della difesa dei due cavalli e ha scritto una monografia sulla variante più tattica di questa apertura, il contrattacco Traxler.
Ha scritto molti libri di scacchi, tra cui:
- La difesa Grünfeld (con Michail Botvinnik), Napoli, Editrice Scacchistica Internazionale, 1981
- La parola ai campioni del mondo, Roma, Prisma Editori, 1993
- The Two Knights Defence, Chess Ltd., 1970 - seconda edizione ampliata: Batsford, 1983
- Three Double King Pawn Openings, Chess Enterprises, Coraopolis (Pennsylvania), 1982[1]
- Gambits, Chess Enterprises, 1983
- The United States Correspondence Chess Championship, Correspondence Chess League of America, 1978
- The Traxler Counter-Attack, Chess Enterprises, 1977
- Comprehensive Chess Openings (con Vasilij Panov), in tre volumi, Pergamon, 1980